# Liste der Geotope im Landkreis Straubing-Bogen
Diese Liste enthält die Geotope des Niederbayerischen Landkreises Straubing-Bogen in Bayern.
Die Liste enthält die amtlichen Bezeichnungen für Namen und Nummern des Bayerischen Landesamt für Umwelt (LfU) sowie deren geographische Lage. Diese Liste ist möglicherweise unvollständig. Im Geotopkataster Bayern sind etwa 3.400 Geotope (Stand März 2020) erfasst. Das LfU sieht einige Geotope nicht für die Veröffentlichung im Internet geeignet. Einige Objekte sind zum Beispiel nicht gefahrlos zugänglich oder dürfen aus anderen Gründen nur eingeschränkt betreten werden.
| Name                                                    | Bild           | Geotop ID | Gemeinde / Lage         | Geologische Raumeinheit   | Beschreibung | Fläche m² / Ausdehnung m | Geologie                                                                                | Aufschlussart       | Wert               | Schutzstatus                                           | Bemerkung                       |
| ------------------------------------------------------- | -------------- | --------- | ----------------------- | ------------------------- | --- | ------------------------ | --------------------------------------------------------------------------------------- | ------------------- | ------------------ | ------------------------------------------------------ | ------------------------------- |
| Straßenaufschluss am Aigenberg NE von Gneißen           | weitere Bilder | 278A002   | Rattenberg Position     | Vorderer Bayerischer Wald | Der Straßenaufschluss schneidet eine Störungszone (Mylonit) in perlgneisartigem Cordierit-Sillimanitgneis an. Nebeneinander finden sich Gesteine, die noch einen ausgeprägten Lagenbau zeigen, während in anderen ein Perlgefüge dominiert. Auffällig ist in Teilbereichen ein enges Netz senkrecht stehender Bewegungsflächen mit teilweise ausgeprägter Harnischstriemung. Der Aufschluss gehört zu einer ca. 1,5 km breiten und mehr als 15 km langen NNW-SSE streichenden Störungszone eines Nebenpfahls. | 800 200 × 4              | Typ: Störung, Gesteinsart Art: Mylonit, Gneis                                           | Böschung            | bedeutend          | Landschaftsschutzgebiet, Naturpark                     |                                 |
| Straßenaufschluss N von Pürgl                           |                | 278A003   | Haibach Position        | Vorderer Bayerischer Wald | An der Straße stehen Cordierit-Sillimanitgneise mit Perltextur an. Die Gesteine zeigen durch beginnende Anatexis eine Umwandlung von Lagengneisen, wobei es zu Gefügeänderungen durch Auflösung der Paralleltextur kommt. Weiterer Aufschlüsse finden sich im Ort. Ein kleiner Steinbruch an der Kehre (im Osten), der inzwischen völlig zugewachsen ist, hat ehemals einen Ganggranit aufgeschlossen. | 6000 600 × 10            | Typ: Gesteinsart Art: Cordierit-Sillimanit-Gneis, Gneis                                 | Böschung            | bedeutend          | Landschaftsschutzgebiet, Naturpark                     |                                 |
| Ehemaliger Steinbruch am Kirchenberg N von Pilgramsberg | weitere Bilder | 278A004   | Rattiszell Position     | Vorderer Bayerischer Wald | In dem ehemaligen Steinbruch steht mittelkörniger Granodiorit mit teilweise flächiger Mineraleinregelung an. Der Granodiorit enthält scharf begrenzte Schollen verschiedener anderer Gesteine: z. B. Biotit-Plagioklas-Bändergneis, Kalifeldspatgrosskristalle, Quarzglimmerdiorit. Teilweise sind die Einschlüsse rotiert. Der Steinbruch ist Teil des Erlebniswegs Pilgramsberg. (Tafel Geologische Ecke mit Erklärungen zu Granit und Gneis). | 600 40 × 15              | Typ: Gesteinsart Art: Granodiorit, Anatexit                                             | Steinbruch          | bedeutend          | Landschaftsschutzgebiet, Naturpark                     |                                 |
| Ehemaliger Steinbruch bei Espern                        | weitere Bilder | 278A005   | Niederwinkling Position | Vorderer Bayerischer Wald | Der stark zugewachsene aufgelassene Steinbruch liegt an der Südseite des Welchenbergs im Bereich eines pleistozänen Donauprallhanges. Im Steinbruch steht Perlgneis an, der trotz der Nähe der Donau-Randstörung kaum mylonitisiert ist. Es finden sich Einlagerungen von Karbonaten und Kalksilikathornfelsen. Quarzblöcke mit großen Quarzkristallen (Anwachsstreifung der hypidiomorph gewachsenen Kristalle) am Grund zeugen vom Abbau eines pegmatoiden Ganggesteins. | 1600 80 × 20             | Typ: Gesteinsart, Mineralien Art: Gneis, Gangquarz                                      | Steinbruch          | bedeutend          | Landschaftsschutzgebiet, Naturpark                     |                                 |
| Steinbruch N von Anning                                 | weitere Bilder | 278A006   | Bogen Position          | Vorderer Bayerischer Wald | In dem teilweise verfüllten Steinbruch stehen tektonisch stark beanspruchte Gneise im Bereich des Donaurandbruches an. Hier ist der Perlgneis dadurch weitgehend mylonitisiert und in Winzergneis umgewandelt. An der Steinbruchwand sind Faltenbilder im dm-Bereich erkennbar. Weitere Zeugen der tektonischen Beanspruchung: starke Klüftung, Harnischflächen, zerscherte Bereiche. | 600 20 × 30              | Typ: Gesteinsart, Störung Art: Gneis, Mylonit                                           | Steinbruch          | bedeutend          | Landschaftsschutzgebiet, Naturpark                     |                                 |
| Quarzaufschluss W von Schloss Steinach                  | weitere Bilder | 278A007   | Steinach Position       | Vorderer Bayerischer Wald | An der NW-Seite des Hauptgebäudes steht Quarz und Mylonit eines Nebenpfahls an. Diese Lokalität ist eine der seltenen Stellen, an denen im Vorderen Bayerischen Wald Pfahlquarz (Nebenpfahl) aufgeschlossen ist. | 250 25 × 10              | Typ: Gesteinsart, Störung Art: Gangquarz                                                | Hanganriss/Felswand | bedeutend          | Naturpark                                              |                                 |
| Ehemaliger Steinbruch am Buchberg SW von Münster        | weitere Bilder | 278A008   | Steinach Position       | Dungau                    | In dem ehemaligen Steinbruch stehen verkarstete Kalke der Voglarn Formation (Unterer Weißjura) an, die als Scholle an einem Staffelbruch im Zuge der Donaurandstörung angehoben wurden. In den Karsthohlräumen der Weißjura-Kalke sind Gesteine der Kreidezeit (Schutzfels-Formation) erhalten geblieben. Überdeckt werden diese mesozoischen Gesteine von einer würmeiszeitlichen Solifluktionsdecke mit dicht gelagerten Schottern. Der Steinbruch liegt im umzäunten Bereich einer Wasserfassung und ist inzwischen stark zugewachsen. | 1200 60 × 20             | Typ: Schichtfolge Art: Kalkstein, Sandstein                                             | Steinbruch          | besonders wertvoll | Naturschutzgebiet, FFH-Gebiet, Naturpark               |                                 |
| Steinbruch am Südhang des Helmberges SE von Wiedenhof   | weitere Bilder | 278A009   | Steinach Position       | Dungau                    | Nur an wenigen Stellen ist die ehemalige Überdeckung der kristallinen Gesteine des Bayerischen Waldes durch Sedimentgesteine aus dem Mesozoikum nachweisbar. Der Steinbruch am Helmberg ist eines der sehr seltenen Vorkommen. Erschlossen sind hier über dem Kristallin Gesteine des Weißjura und solche der Kreidezeit. Letztere finden sich in Form der Schutzfels-Formation in Karstspalten des intensiv verkarsteten unteren Weißjura (Voglarn-Formation). Die mergeligen Jura-Kalksteine sind reich an Fossilien (z. B. Becherschwämme). Das Vorkommen verdankt seine Existenz der Donaurandstörung, die es in seine heutige Position gebracht hat. | 1250 50 × 25             | Typ: Standard-/Referenzprofil Art: Kalkstein, Sandstein                                 | Steinbruch          | besonders wertvoll | Naturschutzgebiet, Landschaftsschutzgebiet, FFH-Gebiet |                                 |
| Ehemaliger Steinbruch am Helmberg SW von Steinach       |                | 278A012   | Steinach Position       | Dungau                    | Die karbonatisch bis tonig gebundenen Sandsteine der Sandbach-Formation belegen, dass in der Oberkreidezeit das Gebiet des heutigen Bayerischen Waldes zumindest randlich unter marinere Bedeckung lag. Hinweis: da der korrekte Eintrag Sandbach-Formation bei der geologischen Bezeichnung im BIS aktuell nicht möglich ist, steht als Platzhalter hier bis auf weiteres die unzutreffende Einstufung Knollensand (Pürner: 27. April 2015) | 200 40 × 5               | Typ: Gesteinsart Art: Kalkstein                                                         | Steinbruch          | wertvoll           | Naturschutzgebiet, Landschaftsschutzgebiet, FFH-Gebiet |                                 |
| Ehemaliger Granitbruch SE von Siegersdorf               |                | 278A017   | Rattenberg Position     | Vorderer Bayerischer Wald | Der in diesem kleinen Steinbruch (stark zugewachsen) ehemals abgebaute Granit ist aufgrund einer Nebenpfahlstörung in Textur und Mineralbestand verändert, z. B. sind die Biotite deutlich parallel angeordnet. Im Umfeld findet sich ein verwachsener Blockstrom aus natürlich durch die Frostsprengung im Pleistozän gebrochenen Granitblöcke sowie zahlreiche künstlich gebrochene Blöcke. Im Vergleich fallen die runden Kanten der alten Blöcke gegenüber den scharfen Kanten der jungen auf. | 1250 50 × 25             | Typ: Gesteinsart Art: Granit                                                            | Steinbruch          | bedeutend          | Landschaftsschutzgebiet, Naturpark                     |                                 |
| Kiesgruben NW von Perkam                                | weitere Bilder | 278A018   | Perkam Position         | Dungau                    | In den Kiesgruben sind Hochterrassenschotter am Rand der Straubinger Ebene (pleistozänes Donautal) aufgeschlossen. Nicht weit von den Gruben entfernt verläuft die Terrassenkante zu den jüngeren Schottern des Tales der Kleinen Laber. Die Grubenwand zeigt Kristallinschotter (hoher Quarzanteil) und feinkörnigere Zwischenlagen mit zahlreichen Sedimentgefügen und Eisen- und Mangan-Ausfällungen. | 10000 200 × 50           | Typ: Schichtfolge, Sedimentstrukturen Art: Kies, Schotter, Sand                         | Kiesgrube/Sandgrube | wertvoll           | kein Schutzgebiet                                      |                                 |
| Steinbruch NW von Pfelling                              | weitere Bilder | 278A019   | Bogen Position          | Vorderer Bayerischer Wald | In dem kleinen aufgelassenen Steinbruch zwischen Pfelling und Anning stehen Perlgneise an, die durch ihre Position im Bereich des Donaurandbruchs stark tektonisch überprägt sind. Auffällig ist die starke Zerrüttung des Gesteins, teilweise können Faltenstrukturen erkannt werden. Der Steinbruch wurde 2008/2009 entbuscht. | 5000 100 × 50            | Typ: Gesteinsart, Falte/Mulde/Sattel Art: Biotit-Plagioklas-Gneis                       | Steinbruch          | wertvoll           | Landschaftsschutzgebiet, Naturpark                     |                                 |
| Hochterrasse E von Einhausen                            |                | 278R001   | Atting Position         | Dungau                    | Die markante Terrassenstufe der rißglazialen Donauschotter der Hochterrasse zu den jungen Schottern der Niederterrasse bzw. den Sedimenten der Talaue bildet ein auffälliges Geländemerkmal. Die Hochterrasse ist von Lößlehm überdeckt. | 26000 650 × 40           | Typ: Terrasse Art: Schotter                                                             | kein Aufschluss     | bedeutend          | kein Schutzgebiet                                      |                                 |
| Düne S von Sand                                         | weitere Bilder | 278R004   | Aiterhofen Position     | Dungau                    | Flacher, waldbestandener Dünenrücken aus Fein- bis Mittelsand. Nur ein Teilbereich des ehemaligen Dünenkörpers ist ein geschützter Landschaftsbestandteil. Der restliche Bereich wird landwirtschaftlich genutzt und ist stark verändert. Die kleinen Sandrücken im Vorfeld des umzäunten und geschützten Bereichs sind künstlich. | 25000 250 × 100          | Typ: Düne Art: Sand                                                                     | kein Aufschluss     | bedeutend          | Landschaftsbestandteil                                 |                                 |
| Bogenberg S von Bogen                                   | weitere Bilder | 278R005   | Bogen Position          | Dungau                    | Die Steilhänge auf Süd- und Ostseite des markant über die Donauebene herausragenden Bogenbergs sind pleistozäne (würmzeitliche) Donau-Prallhänge. Die Hochfläche entspricht der obermiozänen Rumpffläche. Auf der S-Seite ist in Klippen Winzergestein, aus dem der Bogenberg besteht, aufgeschlossen. Es handelt sich dabei um diaphtoritische Blastomylonite, die an der Störungszone des Donaurandbruches auftreten. Das Gefüge zeigt ausgeprägtes Zerbrechen und Umbildungen der Gesteinskomponenten. | 600000 1200 × 500        | Typ: Prallhang, Gesteinsart, Störung Art: Mylonit, Gneis                                | Hanganriss/Felswand | wertvoll           | Naturschutzgebiet, FFH-Gebiet, Naturpark               | Bayerns schönste Geotope Nr. 96 |
| Teufelsfelsen S von Mitterfels                          | weitere Bilder | 278R006   | Mitterfels Position     | Vorderer Bayerischer Wald | Gipfelklippen aus Perlgneis an einem kleinen Felssporn unterhalb der Burg. Die Felsen zeigen Wollsackverwitterung, durch die die vorherrschende Schieferungsrichtung der Gneise herauspräpariert wird. | 200 20 × 10              | Typ: Felskuppe Art: Gneis                                                               | Hanganriss/Felswand | bedeutend          | Landschaftsschutzgebiet, Naturpark                     |                                 |
| Grotte SE von Wiesenfelden                              | weitere Bilder | 278R007   | Wiesenfelden Position   | Regensburger Wald         | Die Grotte Wiesenfelden ist eine kleine Felskuppe aus Granit, an deren obersten Block in einer gemauerten Nische ein Sakralbild steht. Der mittelkörnige Granit mit Kalifeldspatgroßkristallen zeigt Wollsackverwitterung. Unterhalb der Felskuppe an der Straße gibt es in einer ca. 40 m langen unterirdischen Kaverne (1838 errichtet), dem ehemaligen Eislagerkeller der örtlichen Brauerei, schöne Aufschlüsse des Granits mit Ganggesteinen und vielen Nebengesteinsschollen (Taschenlampe mitbringen). | 50 10 × 5                | Typ: Wollsackbildung, Felskuppe, Gesteinsart Art: Granit                                | Hanganriss/Felswand | bedeutend          | Naturpark                                              |                                 |
| Gipfel des Bernhardsnagel S von Oberbocksberg           | weitere Bilder | 278R008   | Rattenberg Position     | Vorderer Bayerischer Wald | Im Gipfelbereich des Bernhardsnagel finden sich zahlreiche Felsklippen aus anatektischen Granodiorit, die teilweise schöne fladen- und matratzenförmige Wollsackverwitterungskörper bilden. Neben den Klippen zeugen Blockfelder (zugewachsen) von der pleistozänen Erosion und Verwitterung (Felsklippen, Blockzerlegung durch Frostsprengung im Pleistozän). Der Gipfel des Bernhardsnagel, der ehemals eine gute Aussicht bot, ist jetzt vollständig baumbestanden. | 40000 200 × 200          | Typ: Felswand/-hang, Gesteinsart, Blockstrom Art: Anatexit, Granodiorit                 | Hanganriss/Felswand | bedeutend          | Landschaftsschutzgebiet, Naturpark                     |                                 |
| Teufelsmühle SE von Oberstein                           | weitere Bilder | 278R009   | Rattenberg Position     | Vorderer Bayerischer Wald | Die Teufelsmühle (auch Teufelsstein benannt) ist eine mauerartige, doppeltürmige Gipfelklippe aus Granit mit Wollsack- und Matrazenverwitterung. In Abschnitten mit engständiger Klüftung ist das Gestein wabenartig angewittert. Am Fuß der Südklippe ist im Granit eine von einem Pegmatitgang durchschlagene anatektische Gneisscholle im Granit erhalten. | 60 15 × 4                | Typ: Felsturm/-nadel, Wollsackbildung, Blockmeer Art: Granit                            | Hanganriss/Felswand | bedeutend          | Landschaftsschutzgebiet, Naturpark                     |                                 |
| Blockmeer auf der Käsplatte SE von Hauswiese            | weitere Bilder | 278R010   | Sankt Englmar Position  | Vorderer Bayerischer Wald | Die Hangbereiche im Nordwesten des Gipfels werden von einem großen Blockmeer eingenommen. Während des Pleistozän führte Frostverwitterung im Periglazialbereich zur Zerlegung des Granitgesteins des Gipfels in Blöcke und zur Bildung des ausgeprägten Blockmeeres. Die Blöcke bestehen aus mittelkörnigem Granit mit Kalifeldspateinsprenglingen. Im E der Käsplatte (Hanichelriegel) bildet Paragranodiorit mit schwachen Lagenbau eine Gipfelklippe (Wollsackverwitterung) und einen Blockstrom. | 60000 300 × 200          | Typ: Blockmeer, Blockstrom, Felskuppe, Gesteinsart Art: Granit, Anatexit                | Felshang/Felskuppe  | bedeutend          | Landschaftsschutzgebiet, Naturpark                     |                                 |
| Gneisgipfelklippen des Hirschenstein SE von Rettenbach  | weitere Bilder | 278R011   | Schwarzach Position     | Vorderer Bayerischer Wald | Auf dem flachen Gipfelplateau ragen mehrere markante Gneisklippen heraus. Auf der südlichsten steht ein Aussichtsturm (gute Fernsicht). Die Klippen erschließen ein großes Spektrum typischer Gneisstrukturen, die auch auf verwitterten Felspartien gut zu erkennen sind: Lagenbau, Faltenbau, Einschlüsse von Fremdgestein mit diskordanten Schieferungsrichtungen, rotierte Einschlüsse (cm - 0,5m) und Boudins (auffällige ovale Anschnitte). Die Gneise (Perl- und Lagengneise) führen teilweise Granat. | 5000 100 × 50            | Typ: Felskuppe, Gesteinsart, Metamorphes Gefüge, Mineralien Art: Gneis, Kalksilikatfels | Felshang/Felskuppe  | bedeutend          | Landschaftsschutzgebiet, FFH-Gebiet, Naturpark         |                                 |
| Mäanderschleife der Kleinen Laaber NW von Perkam        | weitere Bilder | 278R012   | Perkam Position         | Dungau                    | Die Kleine Laaber hat an vielen Stellen noch annähernd ihren natürlichen Flusslauf behalten. Dieser ausgeprägte Flussmäander ist ein charakteristisches Beispiel für die zahlreichen Flussschleifen der Kleinen Laaber. An dieser Stelle des Laabertales ist auf der linken Talseite eine Terrassenstufe zwischen verschieden alten eiszeitlichen Flussschotterkörpern zu erkennen. Ob ein Fluss mäandriert, hängt u. a. von der Wasserführung, dem Flussgefälle und der Sedimentfracht des Gewässers ab. | 5000 100 × 50            | Typ: Mäander, Bach-/Flusslauf Art: Schluff, Sand, Kies                                  | kein Aufschluss     | bedeutend          | kein Schutzgebiet                                      |                                 |